# Francesc Gras i Elies
|  | Aquest article tracta sobre l'escriptor i periodista reusenc. Vegeu-ne altres significats a «Francesc Gras (desambiguació)». |

Francesc Gras i Elies   (Reus, 1 de desembre de 1850 - Barcelona, 12 d'octubre de 1912) va ser un escriptor i periodista català. Era fill del notari i també escriptor Pere Gras i Bellvé i de Francesca Elias i Folch naturals de Reus.

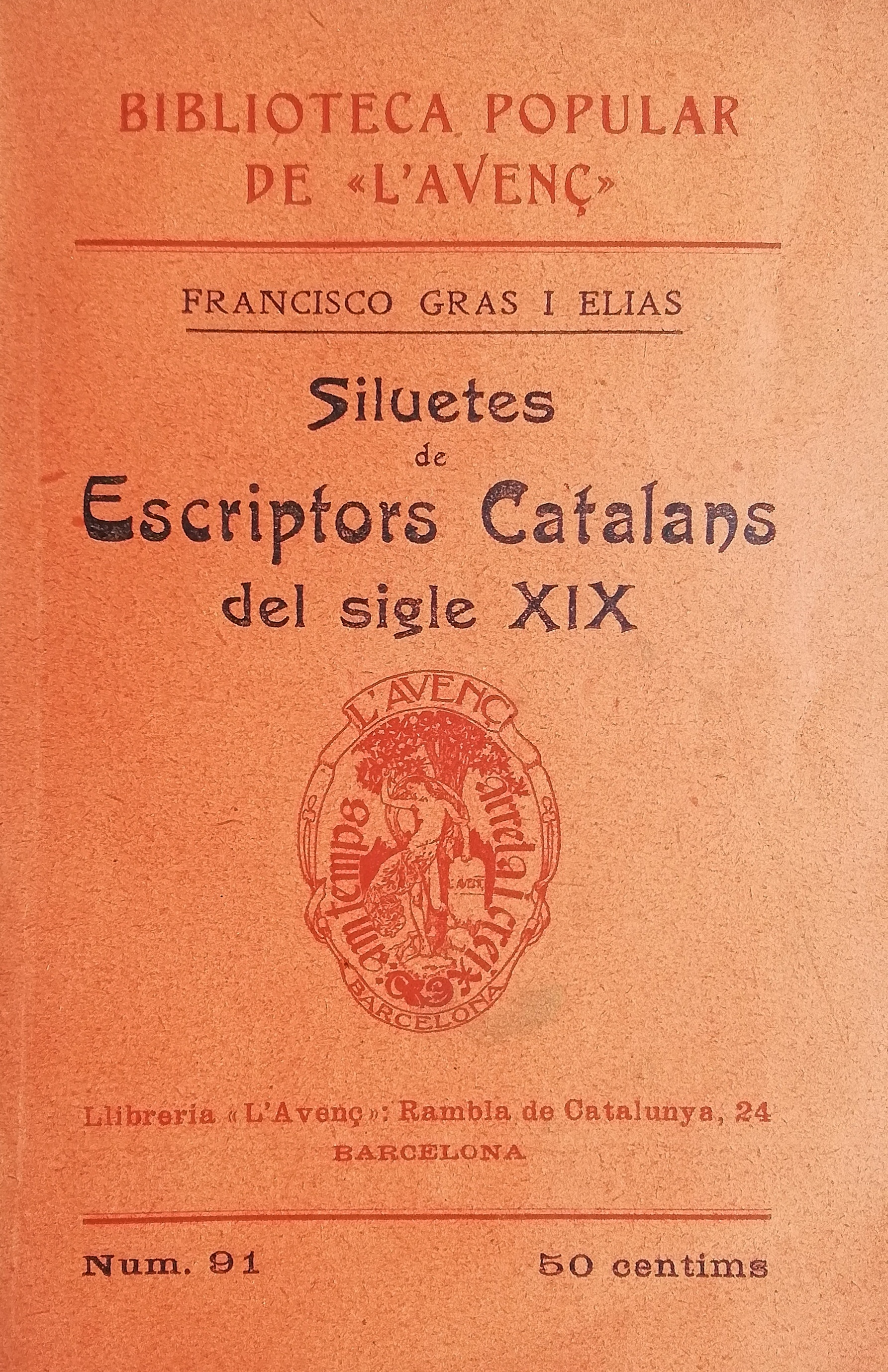
Francesc Gras i Elies va escriure aquest llibre fent el retrat de vuit escriptors catalans del segle xix: Manuel de Cabanyes - Salvador Estrada - Francesc Camprodon - Jaume Tió i Noè - Antoni de Bofarull i Brocà - Víctor Balaguer - Pere Anton Torres - Joaquim Maria Bartrina. Aquest va ser el primer de quatre volums publicats a Barcelona entre els anys 1909 i 1913 dins la col·lecció Biblioteca Popular de L'Avenç

Va fer els primers estudis a la seva ciutat natal i va completar la seva formació en un col·legi de Barcelona. Dedicat a les lletres, no va trobar la manera de viure'n i va passar estretor econòmica. Va ser arxiver municipal a Reus, però sembla que no s'hi va dedicar gaire. Cels Gomis, que el coneixia personalment, va dir d'ell, referint-se a la seva activitat literària i poètica, que si Gras i Elies hagués viscut a l'edat mitjana hauria estat un trobador a sou d'algun senyor feudal. Va destacar com a poeta el 1882 en obtenir un premi de l'Ateneu Tarraconense de la Classe Obrera.
Va entrar en el periodisme i va ser corresponsal del diari La Mañana de Madrid, i redactor de Crònica de Catalunya. Va publicar escrits literaris (Tardes de otoño: artículos, novelas y tradiciones) a Las Circunstancias, de Reus. Més tard va publicar La Fuente de los Curutacos a La Ilustración Ibérica, La vara de la justícia, (Barcelona, 1881) i Consuelo: el ángel de la virtud (Barcelona, 1888). Publicà també articles a les publicacions reusenques Revista del Centro de Lectura La Palma i Lo Somatent. Va dirigir El Álbum: semanario científico, literario y artístico. (Tarragona, 1884). Com a poeta ha publicat Notas perdidas, (Barcelona, 1880), Romances de corte i villa, (Barcelona, 1889), i María-Mario: dos idilios, (Barcelona, 1890). L'erudit i historiador de la cultura reusenca Joaquim Santasusagna diu que "componia les seves poesies mentalment i després les traslladava al paper sense canviar-ne ni un sol mot". Va escriure també obres històriques entre elles Tarragona en 1811, (Barcelona, 1894) Historia de las Ermitas del Arzobispado de Tarragona, (Reus, 1909), El periodismo en Reus desde el año 1813 hasta nuestros días, (Tarragona, 1904) Historia de la ciudad de Reus desde su fundación hasta nuestros días (Tarragona, 1906), i Apuntes históricos de la ciudad de Reus. La seva dedicació a l'estudi i la narrativa local i comarcal fou constant. També provà sort en el camp de la "canción española", col·laborant amb músics i aportant lletres que clarament es movien en el context del regionalisme musical. El 1887 va publicar Siluetas españolas i més tard Siluetes d'escriptors catalans del segle XIX (Barcelona, 1909-1913), el darrer volum, de quatre, publicat un any després de la seva mort, inclou una biografia seva. Va morir a Barcelona el 12 d'octubre de 1912. La ciutat de Reus li ha dedicat un carrer al barri de Santa Teresa, entre els carrers dels Recs i de Sant Elies.